# قهرمانی جودو جهان ۱۹۷۵
قهرمانی جودو جهان ۱۹۷۵ نهمین دوره از رقابت‌های قهرمانی جهان می‌باشد که از ۲۳ تا ۲۵ اکتبر ۱۹۷۵ در وین، اتریش برگزار گردید.

## خلاصه مدال‌ها

### مردان
| رویداد | طلا              | نقره                  | برنز                              |
| ۶۳– ک‌گ | Yoshiharu Minami | Katsuhiko Kashiwazaki | Felice Mariani Torsten Reissmann  |
| ۷۰– ک‌گ | ولادیمیر نوزوروف | Valery Dvoinikov      | Katsunori Akimoto Koji Kuramoto   |
| ۸۰– ک‌گ | Shozo Fujii      | Yoshimi Hara          | Adam Adamczik ژان-پل کوش          |
| ۹۳– ک‌گ | Jean-Luc Rougé   | Michinori Ishibashi   | Viktor Betanov Ramaz Kharshiladze |
| ۹۳+ ک‌گ | Sumio Endo       | سرگی نوویکوف          | Gil-Jong Pak Chonosuke Takagi     |
| آزاد   | هاروکی یمورا     | کازوهیرو نینومیا      | شوتا چوچیشویلی دیتمار لورنز       |

## جدول مدال‌ها
| رتبه           | کشور                     | طلا | نقره | برنز | مجموع |
| -------------- | ------------------------ | --- | ---- | ---- | ----- |
| ۱              | ژاپن (JPN)               | ۴   | ۴    | ۳    | ۱۱    |
| ۲              | اتحاد جماهیر شوروی (URS) | ۱   | ۲    | ۳    | ۶     |
| ۳              | فرانسه (FRA)             | ۱   | ۰    | ۱    | ۲     |
| ۴              | آلمان شرقی (GDR)         | ۰   | ۰    | ۲    | ۲     |
| ۵              | ایتالیا (ITA)            | ۰   | ۰    | ۱    | ۱     |
| ۵              | لهستان (POL)             | ۰   | ۰    | ۱    | ۱     |
| ۵              | کرهٔ شمالی (PRK)          | ۰   | ۰    | ۱    | ۱     |
| مجموع (۷ کشور) | مجموع (۷ کشور)           | ۶   | ۶    | ۱۲   | ۲۴    |